# Bygningskunst
Bygningskunst betegner menneskets evne til at bygge. Begrebet bygningskunst er nøje og nært relateret til begrebet arkitektur. Dog betegner bygningskunsten menneskets udviklingshistorie og er etnologisk og ingeniørmæssigt funderet. Arkitektur er også en æstetisk praksis, der ikke kun har med overlevelse at gøre. Arkitektur dækker også bredere og involverer bl.a. formgivning af landskaber, hvilket kaldes landskabsarkitektur.
| Arkitektur | Spire Denne arkitekturartikel er en spire som bør udbygges. Du er velkommen til at hjælpe Wikipedia ved at udvide den. |